# Friedrich Mutzenbecher
Johann Friedrich Mutzenbecher (* 15. Mai 1781 in Amsterdam; † 17. April 1855 in Oldenburg) war ein deutscher Verwaltungsjurist und Regierungspräsident im Großherzogtum Oldenburg.

## Leben
Friedrich Mutzenbecher stammte aus der hamburgischen Kaufmannsfamilie Mutzenbecher und war ein Sohn des damaligen lutherischen Pastors in Antwerpen und späteren Oldenburger Generalsuperintendenten Esdras Heinrich Mutzenbecher und seiner Frau Anna Constantia (1758–1830), geb. Sonntag, der Tochter eines Bankiers in Den Haag. In seinem neunten Lebensjahr zog er mit seinen Eltern nach Oldenburg, besuchte hier bis Michaelis 1798 das Alte Gymnasium und studierte bis zum Herbst 1801 Rechtswissenschaften an der Universität Göttingen. Nach Abschluss seines Studiums trat er im Dezember 1802 als Registrator im herzoglichen Kabinett in den oldenburgischen Staatsdienst ein.
Ab 1807 war er als Sekretär an diplomatischen Missionen in den Niederlanden, Russland und Frankreich beteiligt. Von 1808 bis 1810 war er zunächst als Kabinettssekretär, später als Legationssekretär an der oldenburgischen Gesandtschaft in Paris tätig. Bei der französischen Besetzung Oldenburgs Anfang 1811 ging er mit Herzog Peter Friedrich Ludwig und dessen Familie ins russische Exil und wurde zum Hofrat ernannt.
Im Mai 1814 reiste er mit Hans Albrecht von Maltzan erneut nach Paris in das Hauptquartier der Alliierten, um den Beitritt Oldenburgs zur Heiligen Allianz zu erklären.
1814/15 war er, wiederum zusammen mit Hans Albrecht von Maltzan, Delegierter Oldenburgs beim Wiener Kongress. Im Herbst 1815 konnte er im Hauptquartier des Herzogs Wellington in Paris Verhandlungen über einen Subsidienvertrag erfolgreich abschließen. 1816/17 befasste er sich mit der Frage der Kriegsentschädigung Oldenburgs durch Frankreich und befand sich erneut zeitweise in Paris. Von seiner Amtstätigkeit in den folgenden Jahren ist wenig bekannt. Nach dem Regierungsantritt des Großherzogs August I. wurde Mutzenbecher am 31. Dezember 1829 zum Geheimen Kabinettsrat befördert und mit dem Titel Staatsrat ausgezeichnet. Auf Wunsch des Großherzogs, wurde Mutzenbecher im Januar 1832 zunächst provisorisch, im Dezember 1833 dann definitiv zum Regierungsvizepräsidenten des Großherzogtums Oldenburg ernannt. Am 31. Dezember 1836 erfolgte schließlich seine Ernennung zum Regierungspräsidenten, ein Amt, das er bis zu seinem Tode behielt. Als nach der Deutschen Revolution das Staatsgrundgesetz von Oldenburg in Kraft trat und die Regierung durch Wahlen und nicht mehr durch Einsetzen durch den Großherzog gebildet wurde, bot August I. Mutzenbecher im Mai 1851 die Regierungsbildung und die Ministerpräsidentschaft an. Mutzenbecher lehnte dies jedoch aus sachlichen Gründen und mit Rücksicht auf sein hohes Alter ab.

## Familie
Mutzenbecher heiratete am 27. August 1824 Franziska Louise Antoinette geb. von Trampe (1804–1884), die Tochter des hannoverschen Land- und Schatzrates Just Ludwig Ernst von Trampe (1750–1809) und der Auguste Luise geb. von Hattorf (1771–1807). Das Paar hatte neun Kinder. Von den Söhnen wurde August (1826–1897) oldenburgischer Staatsrat, Wilhelm (1832–1878) ebenfalls oldenburgischer Staatsrat und Minister sowie Adolf Mutzenbecher (1834–1896) oldenburgischer Regierungspräsident. Von den Töchtern heiratete Konstanze Albertine (1828–1905) den späteren oldenburgischen Staatsminister Friedrich Andreas Ruhstrat (1818–1896).